# Nghĩa Bình, Nghĩa Đàn
Nghĩa Bình là một xã thuộc huyện Nghĩa Đàn, tỉnh Nghệ An, Việt Nam.
Xã Nghĩa Bình có diện tích 18 km², dân số năm 2011 là 3.112 người, mật độ dân số đạt 173 người/km².

## Lịch sử
Xã được thành lập năm 1995 theo Nghị định 83/CP của Chính phủ trên cơ sở tiền thân là Thị trấn Nông trường 1/5. Năm 2010, xã tách một phần địa bàn để thành lập thị trấn Nghĩa Đàn.